# Plastikturisterna
Plastikturisterna är en TV-serie producerad av Eyeworks. Den sändes i Kanal 5 under våren 2011 på tisdagar klockan 20.00. Programmet reprissändes i januari 2018.